# Megalostomis subfasciata
Megalostomis subfasciata är en skalbaggsart som först beskrevs av J. L. Leconte 1868.  Megalostomis subfasciata ingår i släktet Megalostomis och familjen bladbaggar. Utöver nominatformen finns också underarten M. s. subfasciata.